# NGC 2461
NGC 2461 – gwiazda znajdująca się w gwiazdozbiorze Rysia. Jej jasność to około 16m. Skatalogował ją Bindon Stoney (asystent Williama Parsonsa) 20 lutego 1851 roku jako obiekt typu „mgławicowego”, gdyż uważał, że jest lekko zamglona. Baza SIMBAD błędnie podaje, że NGC 2461 to zduplikowana obserwacja pobliskiej galaktyki NGC 2458.